# Richard Garcés
Richard Alan Garcés Mendoza, Jr. (Maracay, Aragua, 18 de mayo de 1971) es un exlanzador relevista derecho en las Grandes Ligas de Béisbol yen la Liga Venezolana de Béisbol Profesional. Apodado "El Guapo", jugó con los Mellizos de Minnesota (1990, 1993), Cachorros de Chicago (1995), Marlins de Florida (1995) y Medias Rojas de Boston (1996-2002). En Venezuela, fue figura de los Tigres de Aragua por 13 temporadas.

## Carrera

### En grandes ligas
Garcés fue contratado por Minnesota como agente libre amateur en 1987. En 1990, debutó frente a Kansas City Royals y se unió a Wilson Álvarez como los venezolanos más jóvenes en jugar en la MLB (19 años y cuatro meses).
Después de temporadas con los Mellizos, Cachorros y Marlins, lanzó para los Medias Rojas, convirtiéndose en uno de los principales relevistas de la Liga Americana. Rápidamente se convirtió en un favorito entre los fanáticos de los Medias Rojas, tanto por su gran tamaño, como por su desempeño. Su peso estaba registrado en 98 kilos, aunque parecía significativamente mayor. Los Medias Rojas le pidieron a Garcés que perdiera peso fuera de temporada, lo cual hizo. Sin embargo, sus números nunca volvieron a ser los mismos después de eso, lo que llevó a muchos a creer que la drástica pérdida de peso afectó negativamente a su mecánica.
En 1999, Garcés registró un récord de 5-1 con 33 ponches, un promedio de rendimiento limpio de 1.55 y dos salvamentos. A esto le siguió una marca de 8-1, 69 ponches , 3.25 de efectividad y un salvamento en el año 2000.
Aunque en 2002 sólo tenía 31 años de edad, la actuación de Garcés mostró una fuerza en el brazo muy debilitada. Después de su efectividad de 7.59 en 21 entradas. El 20 de julio de ese año realizó su última aparición grandes ligas vistiendo el uniforme de Boston frente a los New York Yankees, lanzando 0.1 entradas y entregando dos bases por bolas. 
Al finalizar la temporada, los Medias Rojas lo liberaron, El 22 de enero de 2003 firmó con los Rockies de Colorado como agente libre, pero fue también fue liberado en marzo de ese año, antes de que comenzara la temporada regular.
En diez años, Garcés logró un récord de 23-10 con efectividad de 3.74, siete salvados, 53 holds, 296 ponches, 164 bases por bolas y 341 1⁄3 entradas lanzadas en 287 juegos, manteniendo a los oponentes en un promedio de bateo de .227.
En junio de 2005, Garcés firmó un contrato de ligas menores con los Medias Rojas, lanzó en la Liga de la Costa del Golfo para los Medias Rojas de la Costa del Golfo. Quedó en libertad en octubre de 2005.
Garcés firmó un contrato en febrero de 2007 para lanzar en el Nashua Pride (de la Liga independiente Can-Am ) con la esperanza de regresar a las ligas mayores. Se desempeñó como lanzador de relevo para Pride en 2007 y 2008.
En marzo de 2018, Garcés volvió al Fenway Park, para ser homenajeado por los Medias Rojas con una ovación del público y el honor de realizar el primer lanzamiento ceremonial antes de un partido contra los Bravos de Atlanta.

### En Venezuela
Garcés destacó durante 18 temporadas en la Liga Venezolana de Béisbol Profesional. Debutó a los 17 años de edad, en 1988-1989, dejando promedio de carreras limpias permitidas de 3.91 en 25.1 entradas, con los Tigres de Aragua; equipo con el cual permaneció por 13 campañas, hasta la 2003-2004. También jugó para los Navegantes del Magallanes y Águilas del Zulia.
Es el primer pitcher que logró 100 rescates en la historia de la LVBP, marca que lidera con 124.. Durante su carrera en Venezuela, fue Lanzador del Año en la temporada 1994-1995, Cerrador del Año en cuatro ocasiones (1994-1995, 1995-1996, 2006-2007, 2007-2008) y Regreso del Año dos veces (1993-1994 y 2004-2005). Obtuvo un anillo de campeón con los Tigres de Aragua en la 2003-04. 
En 2015 fue llamando por la directiva de Leones del Caracas para formar parte del cuerpo técnico que lideraba Alfredo Pedrique, como coach de bullpen.
En reconocimiento a su labor, Aragua retiró el número 12, en ceremonia celebrada en la temporada 2023-2024.  

## Entrenamiento
En los últimos años, Garcés fue entrenador en varios programas de béisbol en el área de Connecticut. En 2017 fue entrenador de lanzadores de Bridgeport Bluefish. En noviembre de 2020 se incorporó al personal de la CT Edge Baseball Academy. En 2022 trabajó como Coordinador de Lanzamiento de los CT Mets, y también trabajó con Gap2Gap Baseball.